# Agarkhed, Indi
Agarkhed là một làng thuộc tehsil Indi, huyện Bijapur, bang Karnataka, Ấn Độ.